# 瓦西里夫卡 (扎波羅熱區)
47°59′36″N 35°32′11″E / 47.99333°N 35.53639°E
瓦西里夫卡（烏克蘭語：Василівка）是位於烏克蘭東南部的村莊，由扎波羅熱州扎波羅熱区的巴甫利夫斯凱市鎮負責管轄。該村距離塞梅嫩科韋1公里，始建於1820年，面積0.448平方公里。